# ドイツ技術博物館

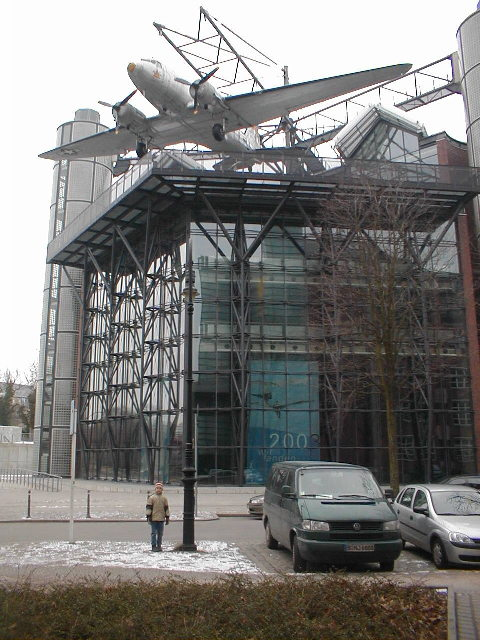
博物館と屋上のC-47

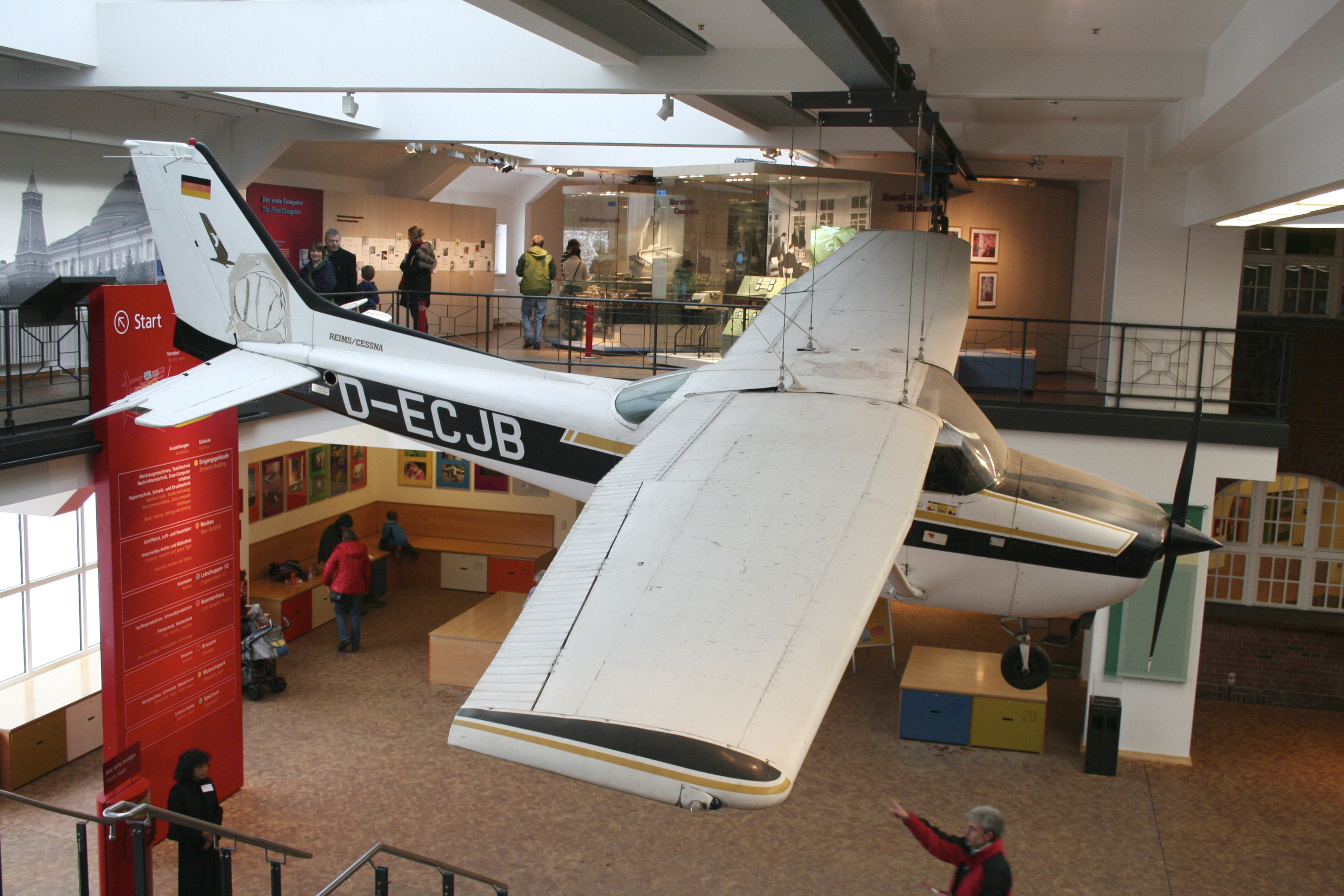
ドイツ技術博物館に展示されているセスナ 172（実機）

ドイツ技術博物館（ドイツぎじゅつはくぶつかん、ドイツ語: Deutsches Technikmuseum Berlin）は、ドイツのベルリン（当時は旧西ベルリン）に1982年に設立された博物館。歴史的な技術加工品の大規模なコレクションを展示している。博物館の主要な展示は鉄道車両を中心とした鉄道の技術であるが、工業技術の多様な展示品も大きな特徴となっている。近年には海事と航空の展示ホールもオープンさせている。この博物館は、「スペクトル」と呼ばれる科学センターも含んでいる。
2002年5月15日には、Zuse Z1の再現を含む、コンピュータ開発者、コンラート・ツーゼの発明を特色とする特別展示がオープンした。
博物館は、ベルリンのクロイツベルク地区に位置し、以前、ベルリン・アンハルター駅の貨物駅の一部だった建物にある。建物の屋上にある有名なC-47「Raisinbomber」スカイトレインは、ベルリンテレビ塔の最上階やベルリン・テンペルホーフ国際空港の着陸時に容易に見ることができる。
博物館では、大規模な鉄道コレクションのほか、メッサーシュミット Bf110、対空兵器、ノルウェー沿岸からサルベージされた最後のFw 200、V1飛行爆弾のある飛行機部門など、多くの産業遺産を揃えている。マチアス・ルストが冷戦中にモスクワへ飛ばしたセスナ 172も展示に加えられた。